# Poromya malespinae
Poromya malespinae är en musselart som först beskrevs av Ridewood 1903.  Poromya malespinae ingår i släktet Poromya och familjen Poromyidae. Inga underarter finns listade i Catalogue of Life.